# ديك بيل
ديك بيل هو سياسي كندي، ولد في 4 سبتمبر 1913 في كندا، وتوفي في 20 مارس 1988 في أوتاوا في كندا. حزبياً، نشط في الحزب الكندي التقدمي المحافظ. وقد انتخب عضو مجلس العموم الكندي.